# 科希策3區
48°43′59″N 21°17′53″E / 48.73306°N 21.29806°E

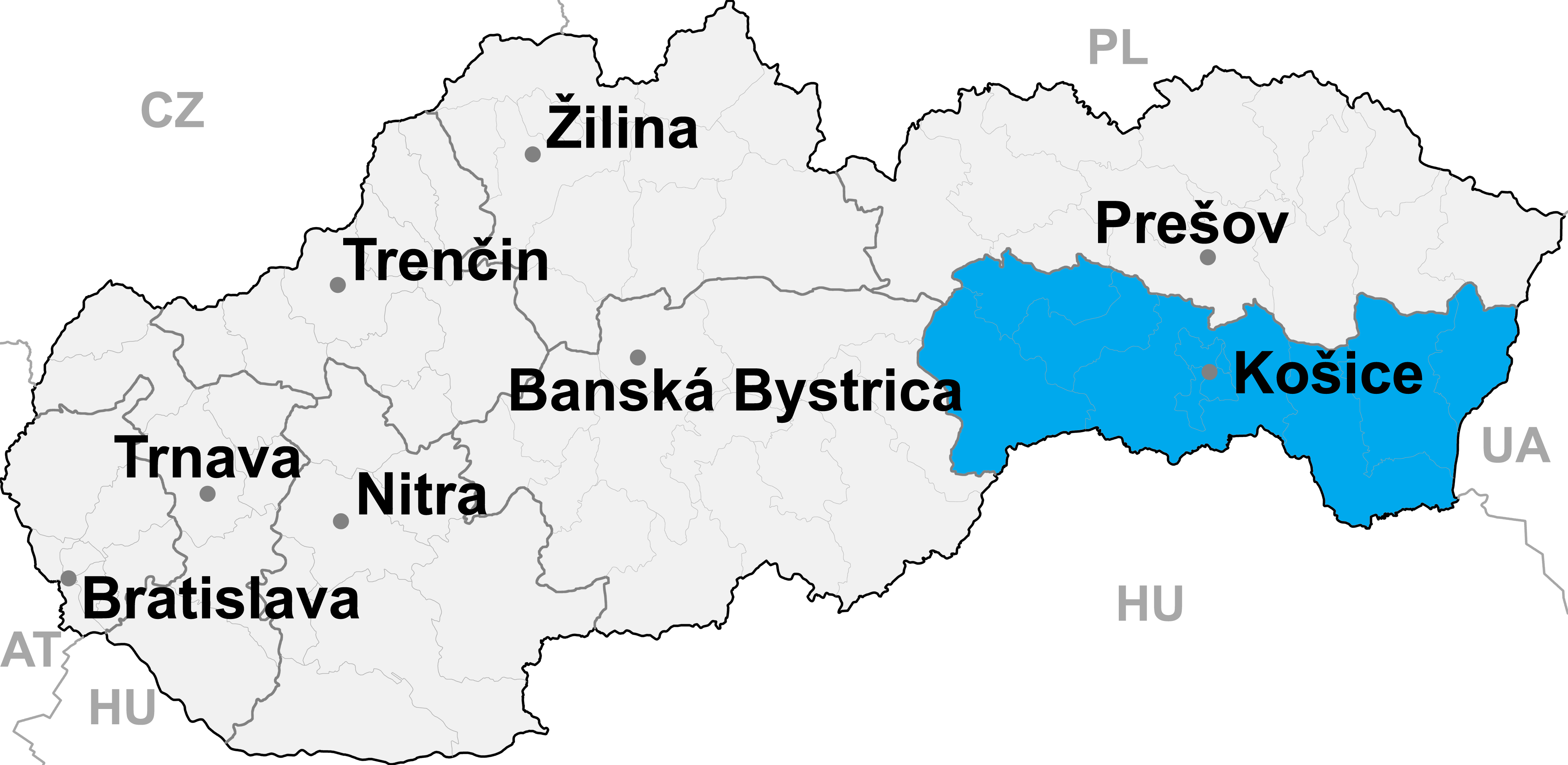

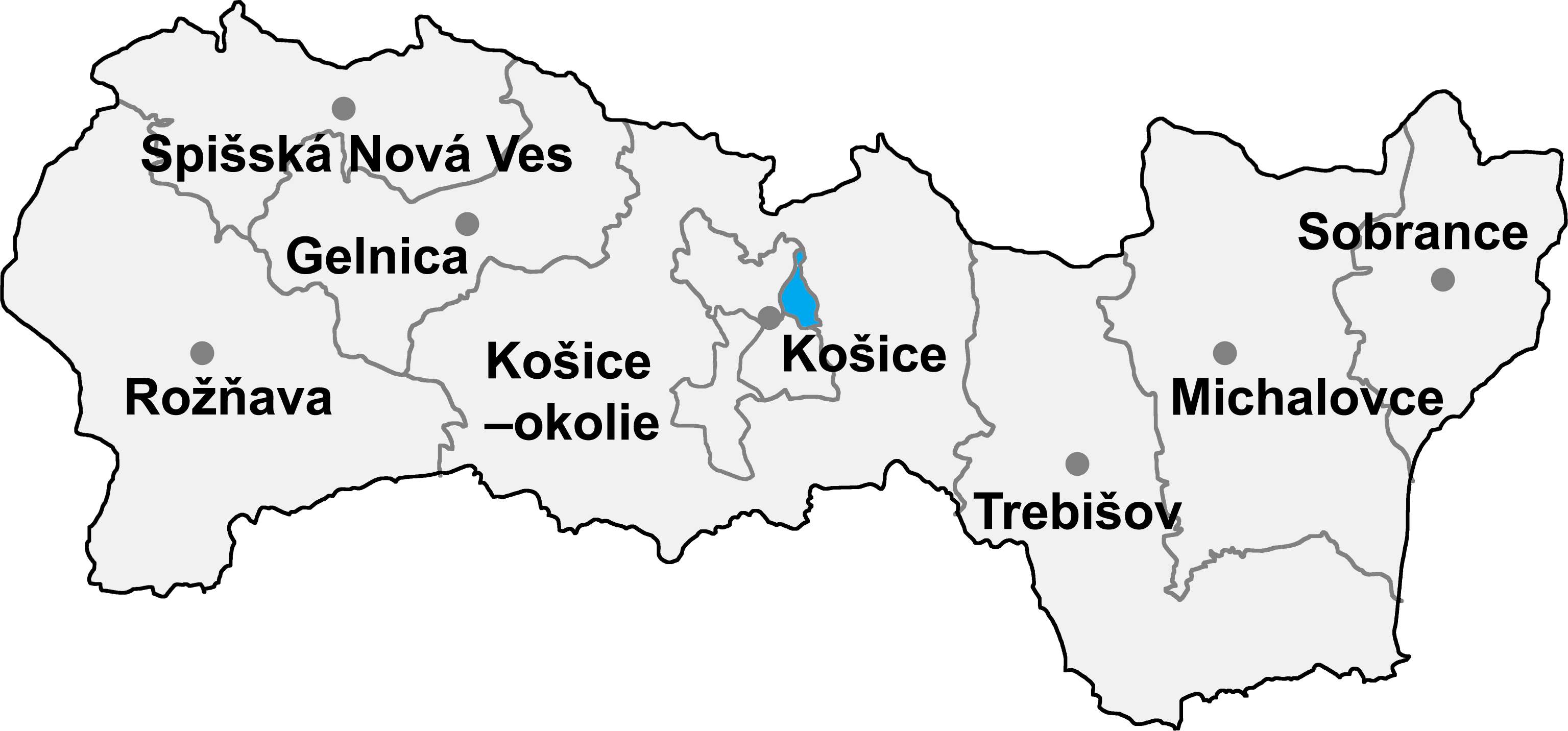

科希策3區，是斯洛伐克的一個區，位於該國東南部，由科希策州負責管轄，面積18平方公里，2001年該區人口30,349，人口密度每平方公里1,700人。